# First Division 1903-1904
La First Division 1903-1904 è stata la 16ª edizione della massima serie del campionato inglese di calcio, disputato tra il 1º settembre 1903 e il 30 aprile 1904 e concluso con la vittoria dello Sheffield Weds, al suo secondo titolo.
Capocannoniere del torneo è stato Steve Bloomer (Derby County) con 20 reti.

## Squadre partecipanti
| Club              | Stagione | Città               | Stadio               | Stagione precedente                   |
| ----------------- | -------- | ------------------- | -------------------- | ------------------------------------- |
| Aston Villa       | dettagli | Birmingham          | Villa Park           | 2º posto in First Division            |
| Blackburn         | dettagli | Blackburn           | Ewood Park           | 16º posto in First Division           |
| Bury              | dettagli | Bury                | Gigg Lane            | 8º posto in First Division            |
| Derby County      | dettagli | Derby               | Baseball Ground      | 9º posto in First Division            |
| Everton           | dettagli | Liverpool           | Goodison Park        | 12º posto in First Division           |
| Liverpool         | dettagli | Liverpool           | Anfield              | 5º posto in First Division            |
| Manchester City   | dettagli | Manchester          | Hyde Road            | 1º posto in Second Division, promosso |
| Middlesbrough     | dettagli | Middlesbrough       | Ayresome Park        | 13º posto in First Division           |
| Newcastle Utd     | dettagli | Newcastle upon Tyne | St James' Park       | 14º posto in First Division           |
| Nottingham Forest | dettagli | Nottingham          | City Ground          | 10º posto in First Division           |
| Notts County      | dettagli | Nottingham          | Trent Bridge         | 15º posto in First Division           |
| Sheffield Utd     | dettagli | Sheffield           | Bramall Lane         | 4º posto in First Division            |
| Sheffield Weds    | dettagli | Sheffield           | Hillsborough Stadium | 1º posto in First Division            |
| Small Heath       | dettagli | Birmingham          | Muntz Street         | 1º posto in Second Division, promosso |
| Stoke City        | dettagli | Stoke-on-Trent      | Victoria Ground      | 6º posto in First Division            |
| Sunderland        | dettagli | Sunderland          | Roker Park           | 3º posto in First Division            |
| West Bromwich     | dettagli | West Bromwich       | The Hawthorns        | 7º posto in First Division            |
| Wolverhampton     | dettagli | Wolverhampton       | Molineux Stadium     | 11º posto in First Division           |

## Classifica finale
|       | Pos. | Squadra           | Pt | G  | V  | N  | P  | GF | GS | Med   |
| ----- | ---- | ----------------- | -- | -- | -- | -- | -- | -- | -- | ----- |
|       | 1.   | Sheffield Weds    | 47 | 34 | 20 | 7  | 7  | 48 | 28 | 1.714 |
| [ 2 ] | 2.   | Manchester City   | 44 | 34 | 19 | 6  | 9  | 71 | 45 | 1.578 |
|       | 3.   | Everton           | 43 | 34 | 19 | 5  | 10 | 59 | 32 | 1.844 |
|       | 4.   | Newcastle Utd     | 42 | 34 | 18 | 6  | 10 | 58 | 45 | 1.289 |
|       | 5.   | Aston Villa       | 41 | 34 | 17 | 7  | 10 | 70 | 48 | 1.458 |
|       | 6.   | Sunderland        | 39 | 34 | 17 | 5  | 12 | 63 | 49 | 1.286 |
|       | 7.   | Sheffield Utd     | 38 | 34 | 15 | 8  | 11 | 62 | 57 | 1.088 |
|       | 8.   | Wolverhampton     | 36 | 34 | 14 | 8  | 12 | 44 | 66 | 0.667 |
|       | 9.   | Nottingham Forest | 31 | 34 | 11 | 9  | 14 | 57 | 57 | 1.000 |
|       | 10.  | Middlesbrough     | 30 | 34 | 9  | 12 | 13 | 46 | 47 | 0.979 |
|       | 11.  | Small Heath       | 30 | 34 | 11 | 8  | 15 | 39 | 52 | 0.750 |
|       | 12.  | Bury              | 29 | 34 | 7  | 15 | 12 | 40 | 53 | 0.755 |
|       | 13.  | Notts County      | 29 | 34 | 12 | 5  | 17 | 37 | 61 | 0.607 |
|       | 14.  | Derby County      | 28 | 34 | 9  | 10 | 15 | 58 | 60 | 0.967 |
|       | 15.  | Blackburn         | 28 | 34 | 11 | 6  | 17 | 48 | 60 | 0.800 |
|       | 16.  | Stoke City        | 27 | 34 | 10 | 7  | 17 | 54 | 57 | 0.947 |
|       | 17.  | Liverpool         | 26 | 34 | 9  | 8  | 17 | 49 | 62 | 0.790 |
|       | 18.  | West Bromwich     | 24 | 34 | 7  | 10 | 17 | 36 | 60 | 0.600 |

Legenda:
      Campione d'Inghilterra.
      Retrocessa in Second Division 1904-1905.
Regolamento:
Due punti a vittoria, uno a pareggio, zero a sconfitta.
A parità di punti le squadre venivano classificate secondo il quoziente reti.

## Risultati

### Tabellone
|                   | Ast  | Bir  | Bla  | Bry  | Der  | Eve  | Liv  | MaC  | Mid  | New  | NmF  | NtC  | ShU  | ShW  | Sto  | Sun  | WBA  | Wol  |
| ----------------- | ---- | ---- | ---- | ---- | ---- | ---- | ---- | ---- | ---- | ---- | ---- | ---- | ---- | ---- | ---- | ---- | ---- | ---- |
| Aston Villa       | –––– | 1-1  | 2-3  | 0-2  | 3-0  | 3-1  | 2-1  | 0-1  | 2-1  | 3-1  | 3-1  | 4-0  | 6-1  | 2-1  | 3-1  | 2-0  | 3-1  | 2-0  |
| Birmingham        | 2-2  | –––– | 2-1  | 1-0  | 1-0  | 1-1  | 1-2  | 0-3  | 2-2  | 3-0  | 3-3  | 2-0  | 1-3  | 0-0  | 1-0  | 2-1  | 0-1  | 3-0  |
| Blackburn         | 0-3  | 1-1  | –––– | 2-2  | 2-1  | 0-2  | 2-3  | 2-5  | 1-1  | 4-0  | 3-1  | 3-0  | 3-0  | 0-0  | 2-0  | 1-3  | 2-0  | 1-1  |
| Bury              | 2-2  | 1-0  | 3-0  | –––– | 2-2  | 0-0  | 2-2  | 1-3  | 1-1  | 0-3  | 2-2  | 3-0  | 0-1  | 1-0  | 2-2  | 3-1  | 2-1  | 0-0  |
| Derby County      | 2-2  | 4-1  | 3-0  | 2-2  | –––– | 0-1  | 2-0  | 2-3  | 2-2  | 1-3  | 2-6  | 0-1  | 3-5  | 0-2  | 5-0  | 7-2  | 4-2  | 2-1  |
| Everton           | 1-0  | 5-1  | 3-1  | 2-1  | 0-1  | –––– | 5-2  | 1-0  | 2-0  | 4-1  | 0-2  | 3-1  | 2-0  | 2-0  | 0-1  | 0-1  | 4-0  | 2-0  |
| Liverpool         | 1-1  | 0-2  | 1-2  | 3-0  | 3-1  | 2-2  | –––– | 2-2  | 1-0  | 1-0  | 0-0  | 2-1  | 3-0  | 1-3  | 0-0  | 2-1  | 1-3  | 1-2  |
| Manchester City   | 1-0  | 4-0  | 1-0  | 3-0  | 2-1  | 1-3  | 3-2  | –––– | 1-1  | 1-3  | 0-0  | 3-0  | 0-1  | 1-1  | 2-2  | 2-1  | 6-3  | 4-1  |
| Middlesbrough     | 2-1  | 3-1  | 0-2  | 1-0  | 0-0  | 3-0  | 1-0  | 6-0  | –––– | 1-3  | 1-1  | 1-0  | 4-1  | 0-1  | 2-0  | 2-3  | 2-2  | 1-2  |
| Newcastle         | 1-1  | 3-1  | 2-1  | 3-2  | 0-0  | 1-0  | 1-1  | 1-0  | 2-1  | –––– | 3-1  | 4-1  | 0-1  | 4-0  | 1-0  | 1-3  | 1-0  | 3-0  |
| Nottingham Forest | 3-7  | 0-1  | 0-1  | 2-2  | 5-1  | 0-4  | 2-1  | 0-3  | 1-1  | 1-0  | –––– | 0-1  | 1-1  | 0-1  | 4-2  | 3-0  | 2-0  | 5-0  |
| Notts County      | 0-0  | 2-0  | 4-2  | 0-0  | 2-2  | 0-3  | 4-2  | 0-3  | 3-2  | 3-2  | 1-3  | –––– | 2-1  | 1-0  | 1-0  | 2-1  | 2-3  | 0-2  |
| Sheffield Utd     | 1-2  | 1-1  | 2-2  | 0-0  | 3-2  | 2-1  | 2-1  | 5-3  | 3-0  | 2-2  | 2-0  | 3-1  | –––– | 1-1  | 1-1  | 1-2  | 4-0  | 7-2  |
| Sheffield Weds    | 4-2  | 3-2  | 3-1  | 1-1  | 1-0  | 1-0  | 2-1  | 1-0  | 4-1  | 1-1  | 2-1  | 2-0  | 3-0  | –––– | 1-0  | 0-0  | 1-0  | 4-0  |
| Stoke City        | 2-0  | 1-0  | 6-2  | 4-1  | 1-1  | 2-3  | 5-2  | 1-2  | 0-0  | 2-3  | 2-3  | 0-2  | 3-4  | 3-1  | –––– | 3-1  | 5-1  | 5-0  |
| Sunderland        | 6-1  | 3-1  | 2-0  | 6-0  | 0-3  | 2-0  | 2-1  | 1-1  | 3-1  | 1-1  | 3-1  | 4-1  | 2-1  | 0-1  | 3-0  | –––– | 1-1  | 2-1  |
| West Bromwich     | 1-3  | 0-1  | 2-1  | 3-2  | 0-0  | 0-0  | 2-2  | 2-1  | 0-0  | 1-2  | 1-1  | 0-0  | 2-2  | 0-1  | 3-0  | 1-1  | –––– | 1-2  |
| Wolverhampton     | 3-2  | 1-0  | 1-0  | 0-0  | 2-2  | 2-2  | 4-2  | 1-6  | 2-2  | 3-2  | 3-2  | 1-1  | 1-0  | 2-1  | 0-0  | 2-1  | 1-0  | –––– |